# Grant Township (comté de DeKalb, Missouri)
Pour les articles homonymes, voir Grant Township et Grant.
Grant Township est un township du comté de DeKalb dans le Missouri, aux États-Unis,.
Le township est baptisé en référence à Ulysses S. Grant, 18e président des États-Unis.

## Source de la traduction
- (en) Cet article est partiellement ou en totalité issu de l’article de Wikipédia en anglais intitulé « Grant Township, DeKalb County, Missouri » (voir la liste des auteurs).